# ルリミノキ属

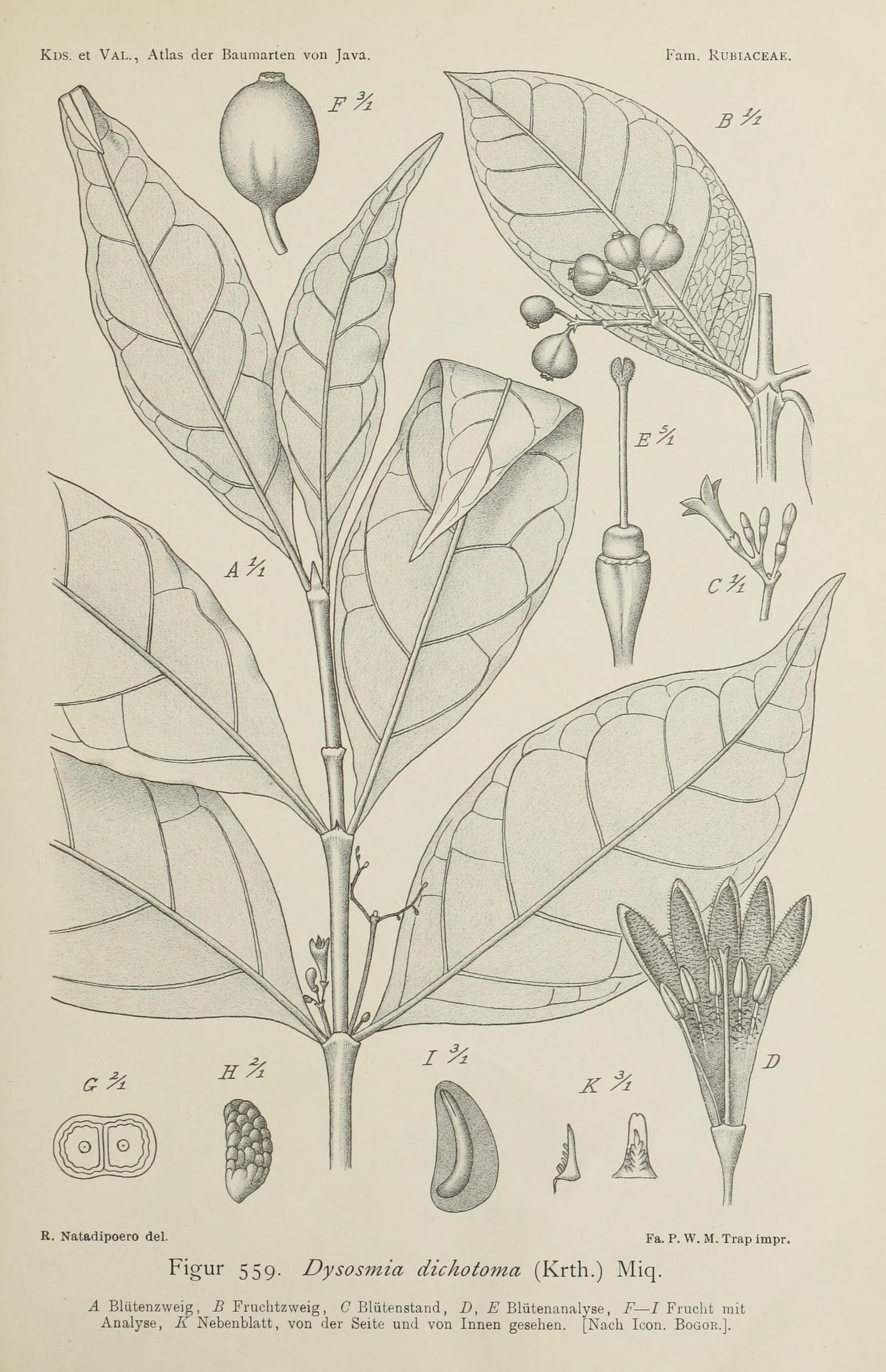
図版（L. furcatus）

ルリミノキ属 Lasianthus はアカネ科に属する低木の1群。瑠璃色の果実をつけるものが多い。

## 特徴
常緑性の低木。茎は直立するか斜めに伸び、あまり分枝をしない。茎の断面は丸いが節の部分では平らになる。托葉が節ごとに2枚ずつあり、3角形で普通は早くに脱落する。葉は対生し、革質で縁は滑らかで裂けたりはしない。一つの枝の葉は1平面上に展開し、葉先は少し伸び出す傾向があり、側脈は先で葉先に向かって弧を描く。
花は葉腋から出るごく短い花序の軸に数個を束にして生じる。頭状に集まって生じる例もある。花序には普通は苞を伴う。萼は筒状で短く、先端が浅く5つ程度に割れている場合もあるが、割れない例もある。花冠は漏斗状で筒の部分は長く、内側には軟毛を密生している。花冠の先端は5裂しており、蕾の時にはそれらはすり合わせ状に重なる。雄蘂は5本で花冠の筒の部分の口近くに着いている。柱頭は糸状でその先端は5裂し、花冠の筒上部の入り口に顔を出す。子房は下位で5室だが、希に4-9室の例もあり、胚珠は各室に1個。果実は液果で、球茎で中に3-5個の種子を含む。黒か瑠璃色に熟す。種子は３角状楕円形。
学名は「毛」と「花」を意味するギリシャ語から作られたもので、花冠の内側にビロードのように毛を密生することからの命名である。

## 分布など
中国南部から東南アジアにかけての東南部の、亜熱帯から熱帯域を分布の中心とし、オーストラリア、アフリカ、キューバにも分布がある。2002年時点での種数は180種ほどであり、このうち東アジアから東南アジア領域に160種があり、アフリカ熱帯域に20種ほど、熱帯アメリカに3種、オーストラリアからは1種のみが知られる。
特に東南アジアの熱帯域には種が多く、この地域の湿潤な森林内では林床の低木として必ず数種を見かけるというが、どれもよく似ているので判別が難しいという。

## 日本の種
日本には本属が6種知られるが、九州以北に分布があるのはルリミノキ1種のみである。あとの種は琉球列島に産し、この地域では日本産の全種が存在する。ただし全ての種は固有種ではなく、台湾や中国南部、種によってはそれ以南までの分布がある。
- Lasianthum ルリミノキ属
  - L. attenuatus マルバルリミノキ[10]
  - L. curtisii ケシンテンルリミノキ[11]
  - L. fordii リュウキュウルリミノキ
    - var. pubescens シンテンルリミノキ

  - L. hirsutus タイワンルリミノキ[12]
  - L. japonicus ルリミノキ
    - f. satsumensis サツマルリミノキ

  - L. verticillatus オオバルリミノキ

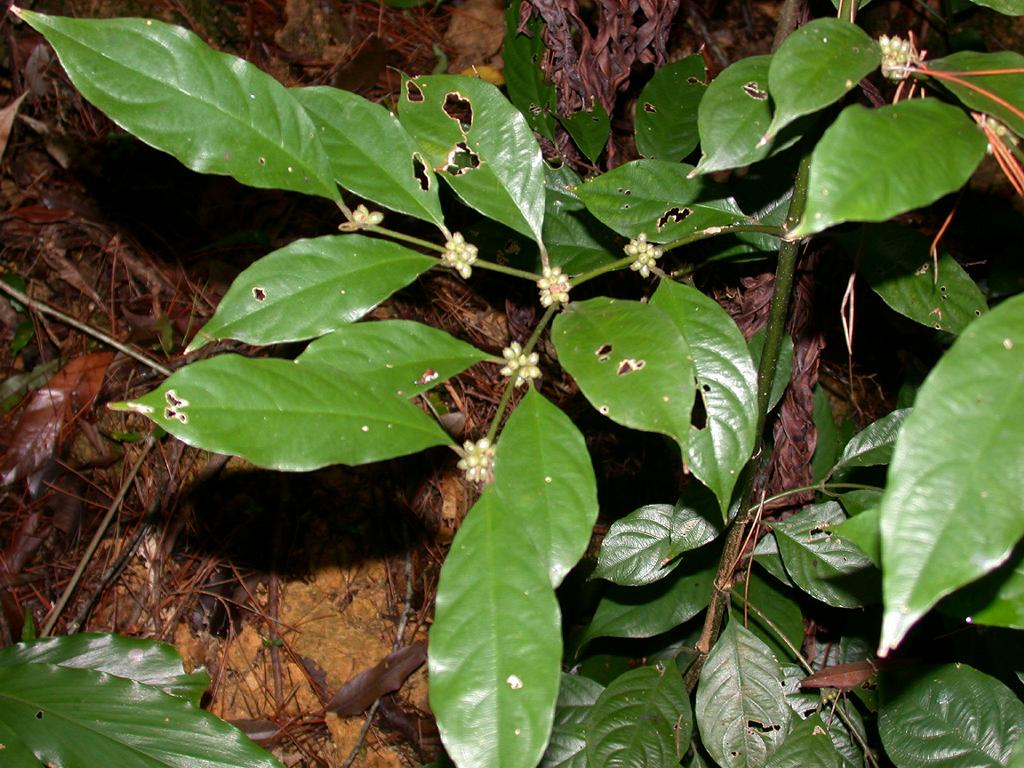
リュウキュウルリミノキ
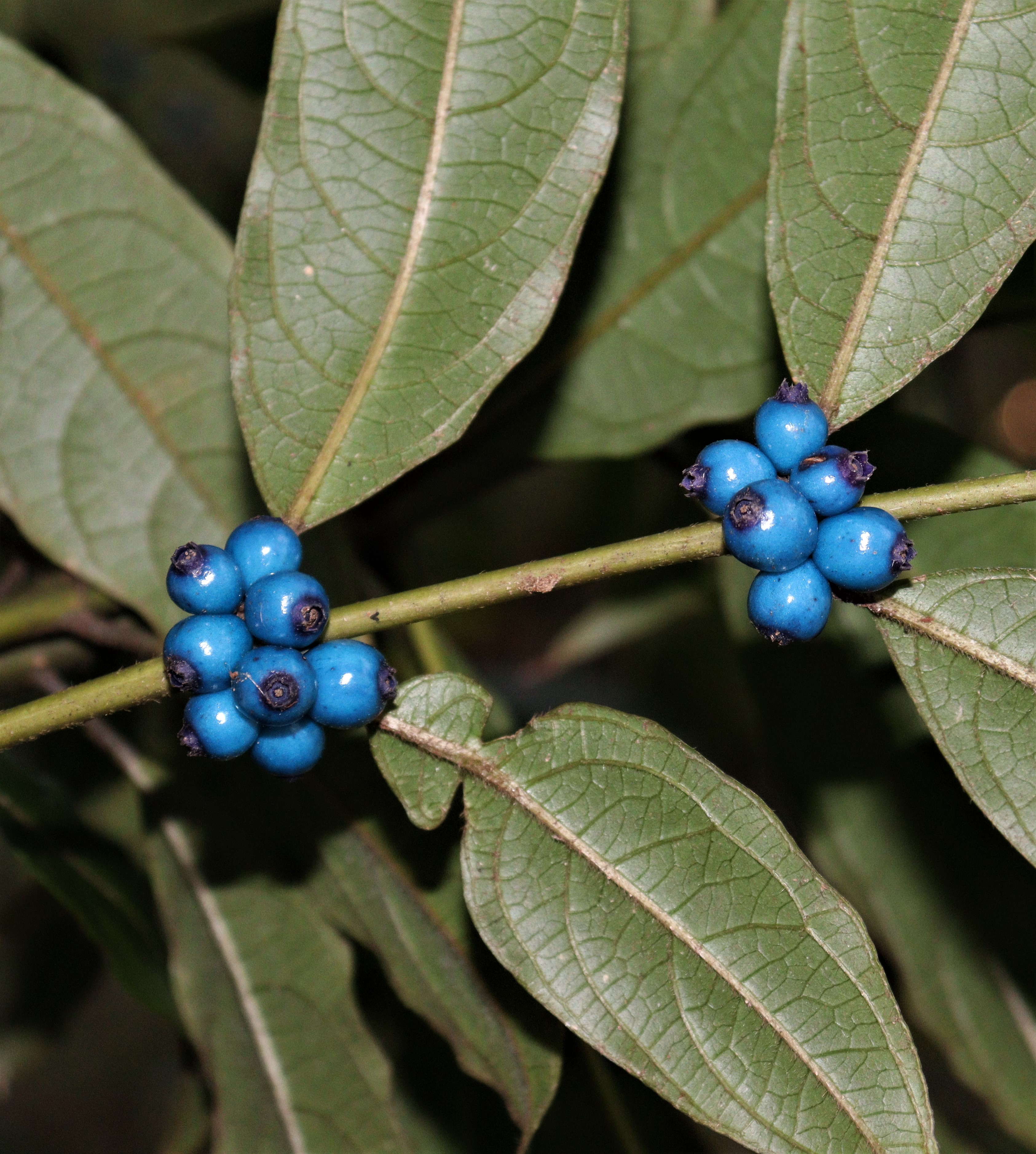
ルリミノキ
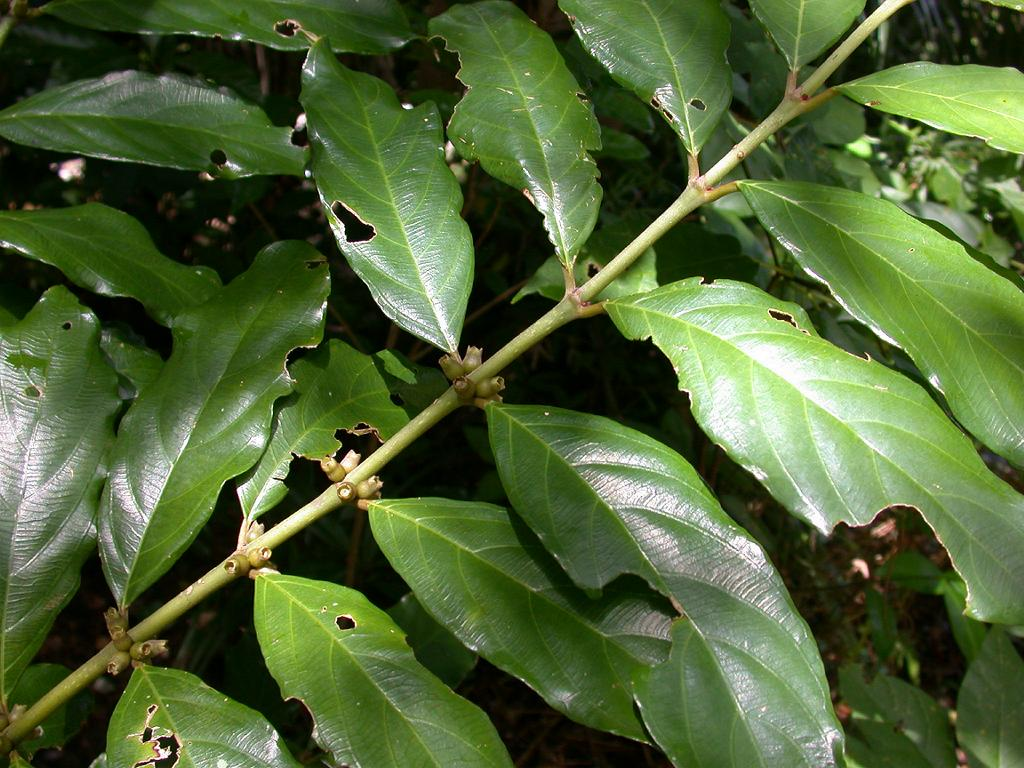
オオバルリミノキ

## 利害
日本ではとりたてて利害は知られていない。
だが海外では、例えば中国南部に分布する L. acuminatissimus は伝統医療で薬用に用いられてきた。そのため現在でもその成分について研究が進められている。